# Konsignationslager
Das Konsignationslager (ugs. oft auch Konsilager) ist ein Warenlager eines Lieferanten oder Dienstleisters, welches sich in der Nähe des Kunden (Abnehmers) befindet. Die Ware verbleibt solange im Eigentum des Lieferanten, bis der Kunde sie aus dem Lager entnimmt. Erst zum Zeitpunkt der Entnahme findet eine Lieferung als Grundlage der Rechnungsstellung statt, die nach § 3 UStG im Inland umsatzsteuerpflichtig ist. Auf die Zahlung der Einfuhrumsatzsteuer kann bei Lieferung verzichtet werden, wenn die Bedingungen der 41, 50 Satz 1 UStDV erfüllt sind. Hierbei muss der Abnehmer die Ware fiktiv schon bei Einfuhr erwerben und die Einfuhrumsatzsteuer abführen. Er kann sie aber nicht als Vorsteuer geltend machen, bis er die Ware tatsächlich erwirbt, also erst nach der Entnahme der Ware aus dem Konsignationslager. Rechtlich handelt es sich in Deutschland beim Konsignationslagervertrag um einen Lagervertrag nach § 467 HGB mit kaufrechtlichen Elementen.

## Vorteile

### Für den Abnehmer
- Da das Material bereits qualitätsgeprüft und jederzeit in der vereinbarten Menge erhältlich ist, liegt höchste Versorgungssicherheit vor.
- Es entsteht nur ein geringer Abwicklungsaufwand, da die Berechnung häufig monatlich (auf Basis der Entnahmebedingungen) abgewickelt wird.
- Da das Material erst nach Entnahme aus dem Lager berechnet wird, verringert sich die Kapitalbindung.

### Für den Einlagerer
- Bei langfristigen Lieferbeziehungen bindet der Verkäufer (Einlagerer) den Kunden mittelbar, da letzterer eher den transaktionskostenarmen Weg der Entnahme wählen wird, statt bei einem anderen Anbieter zu bestellen.
- Oftmals befindet sich das Konsignationslager nicht nur in der Nähe des Kunden, sondern in den Räumen des Kunden selbst. In diesem Fall entfallen für den Einlagerer i. d. R. Lagerkosten. Da er weiterhin Eigentümer ist, ist er vor der Insolvenz des Abnehmers i. d. R. geschützt.

## Umsatzsteuerliche Besonderheiten
Befinden sich Lieferant und Konsignationslager in unterschiedlichen Ländern der EU, sind die umsatzsteuerlichen Regelungen zum innergemeinschaftlichen Verbringen zu beachten. Die europaweit geltende Mehrwertsteuer-Systemrichtlinie (MwstSystRL) sieht vor, dass der Lieferant im Moment der Warenverbringung in das Lager eine innergemeinschaftliche Lieferung und gleichzeitig, im anderen Land, einen innergemeinschaftlichen Erwerb tätigt. Er muss also im Land des Konsignationslagers registriert sein und eine dortige Umsatzsteuer-Identifikationsnummer besitzen.
Seit dem 1. Januar 2020 gilt EU-weit eine Vereinfachungsregelung. Bei Einhaltung diverser Voraussetzungen ist das Verbringen in den Abnehmerstaat nicht steuerbar.  Erst bei der Entnahme aus dem Lager wird die Lieferung des Lieferanten an den Kunden umsatzsteuerlich realisiert. Der Ort der Lieferung wird durch den Beginn der Lieferung bestimmt – in diesem Fall das Konsignationslager im Ausland. Es fällt also ausländische Umsatzsteuer an. Eine solche Regelung hatten zuvor bereits einige europäische Staaten, nicht aber Deutschland, eingeführt.
In Deutschland ist seit 1. Januar 2020 die europäische Regelung in § 6b UStG umgesetzt. Bei Einhaltung diverser Voraussetzungen ist das Verbringen in den Abnehmerstaat nicht steuerbar. Diese Lieferung muss lediglich mit der Umsatzsteuer-Identifikationsnummer des Kunden in der Zusammenfassenden Meldung erfasst werden. Erst bei Entnahme aus dem Konsignationslager durch den Kunden wird eine steuerfreie innergemeinschaftliche Lieferung bewirkt.

## Lieferanten-Logistik-Zentrum (LLZ)
Das Lieferanten-Logistik-Zentrum ist ein gemeinsames Konsignationslager mehrerer Zulieferer in unmittelbarer Nähe zu einem Großkunden. Der Lagerinhalt bleibt auch hier bis zur Auslagerung/Anlieferung an den Kunden Eigentum der Lieferanten. Der Sinn eines LLZ ist das „Ein-Lager-Prinzip“ mit kurzer und sicherer Anbindung an den Kunden. Für die Lieferanten liegt der mögliche Vorteil in der Einsparung von Kosten und Lagerfläche. Insbesondere Automobilhersteller konnten aufgrund ihrer starken Marktstellung LLZ mit Lagermieten durchsetzen. Andere EU-Länder benutzen abweichende Verfahren.

## Abgrenzung
Konsignationslager werden von Kommissionslagern abgegrenzt. Während bei Konsignationslagern der Lieferant das Lager für den Verbraucher (Kunden) führt, wird das Kommissionslager von einem Agenten (Kommissionär) geführt, dem Ware von einem Lieferanten zur Verfügung gestellt wird, welche zum Verkauf an Dritte bestimmt ist (Kommissionsgeschäft).